# Shizuka Matsuo

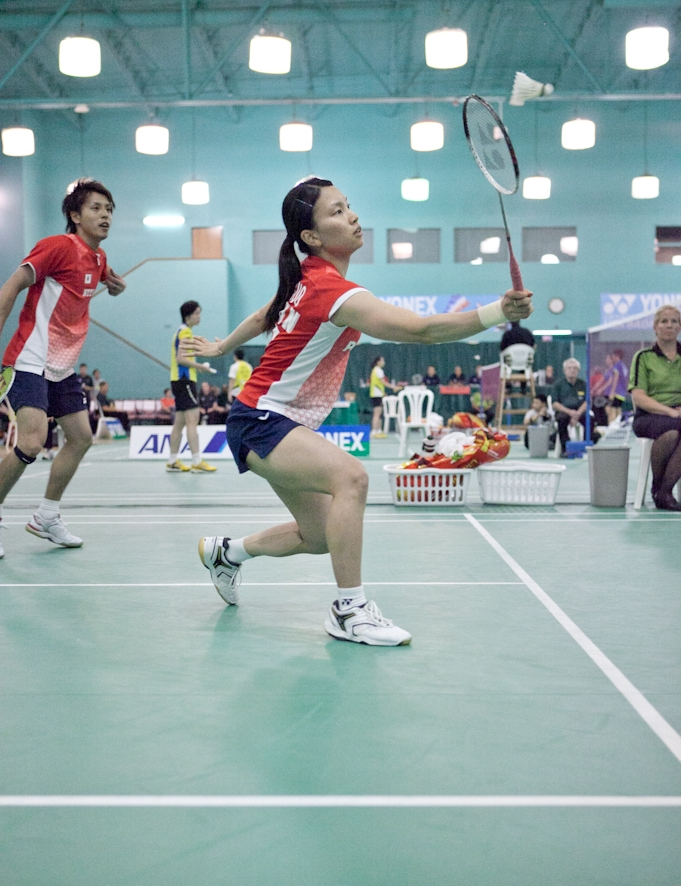
Shizuka Matsuo (vorn) bei den US Open 2011

Shizuka Matsuo (jap. 松尾 静香, Matsuo Shizuka; * 24. November 1986 in der Präfektur Osaka) ist eine japanische Badmintonspielerin.

## Karriere
Matsuo stammt aus der Präfektur Osaka. Durch ihre Familie kam sie mit 8 Jahren zum Badminton und spielte auch im Schulclub an der Grundschule Uriwari-Nishi im Stadtbezirk Hirano von Osaka. Zu dieser Zeit erreichte sie ihren ersten Erfolg mit einem 2. Platz im Einzel bei den landesweiten Grundschulmeisterschaften 1998. Während ihrer Mittelschulzeit spielte sie zwar im Schulclub der Mittelschule Uriwari-Nishi, besuchte aber die private Shōin-Higashi-Mittelschule in der Nachbarstadt Higashiōsaka. Bei den Mittelschulmeisterschaften 2001 erreichte sie den 3. Platz im Einzel. Danach ging sie an die Konohana-Gakuin-Oberschule (wie zuvor auch Shuichi Nakao) im Stadtbezirk Ikuno von Osaka. 2002 erreichte sie im Einzel den 3. Platz bei den Inter-High-Oberschulmeisterschaften, sowie den 2. Platz bei den Badminton-Oberschulmeisterschaften. 2003 holte sie bei letzterem Gold im Einzel und den 3. Platz im Doppel sowie 2004 bei den Inter-High Platz 2 im Doppel.
Ihren ersten internationalen Erfolg hatte sie bei den Dutch Juniors 2005, wo sie zusammen mit ihrer späteren Teamkollegin Mami Naitō den ersten Platz im Doppel erreichte.
Nach der Schule trat sie zum 1. April 2005 in das Unternehmen Sanyo ein und spielte für deren Werksteam, bzw. nach der Unternehmensübernahme durch Panasonic 2011 für dessen Werksteam.
2008 siegte sie in der gleichen Disziplin bei den Australia Open gemeinsam mit Yasuyo Imabeppu, der Schwester ihrer Teamkollegin Kaori Imabeppu, und wurde dort auch Zweite im Mixed. 2009 gewann sie die Austrian International und die japanischen Einzelmeisterschaften erneut im Damendoppel. 2011 gewann sie mit Mami Naitō erneut die Australia Open im Doppel.

## Sportliche Erfolge
| Saison | Veranstaltung                | Disziplin   | Platz | Name                              |
| ------ | ---------------------------- | ----------- | ----- | --------------------------------- |
| 2008   | Australia Open               | Damendoppel | 1     | Yasuyo Imabeppu / Shizuka Matsuo  |
| 2008   | Australia Open               | Mixed       | 2     | Noriyasu Hirata / Shizuka Matsuo  |
| 2009   | Austrian International       | Damendoppel | 1     | Shizuka Matsuo / Mami Naito       |
| 2009   | Japan: Einzelmeisterschaften | Damendoppel | 1     | Shizuka Matsuo / Mami Naito       |
| 2010   | Osaka International          | Mixed       | 1     | Shizuka Matsuo / Kenichi Hayakawa |
| 2011   | Australia Open               | Damendoppel | 1     | Shizuka Matsuo / Mami Naito       |